# Lorenzo il Magnifico

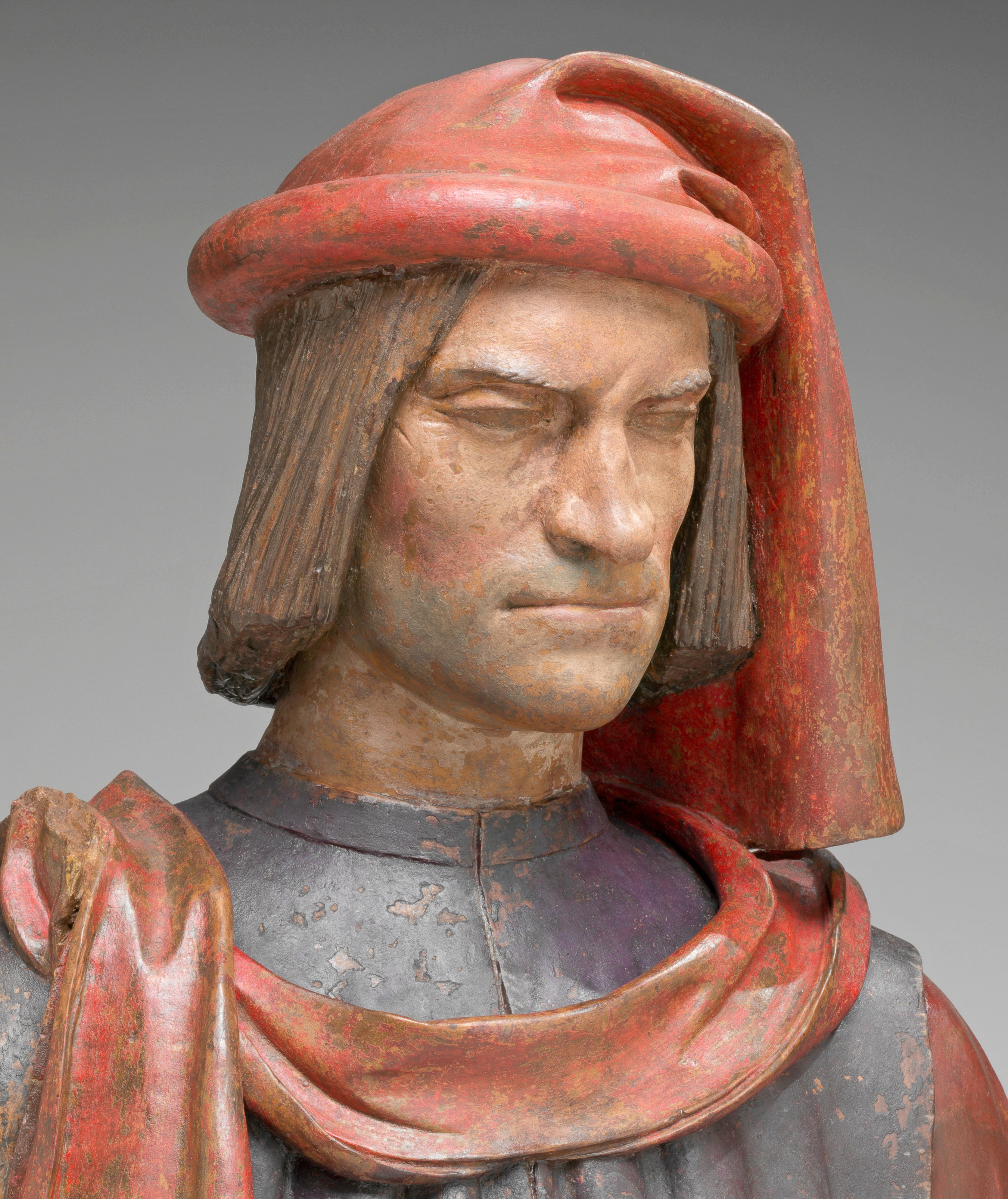
Lorenzo de’ Medici. Terracotta-Büste nach Verrocchio und Benintendi

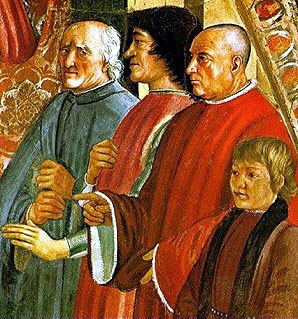
Domenico Ghirlandaio: Antonio Pucci, Lorenzo de’ Medici und Francesco Sassetti (Ausschnitt)

Lorenzo il Magnifico mit den Künstlern Verrocchio, Bertoldo di Giovanni, Luca Fancelli, Michelozzo di Bartolomeo, Leon Battista Alberti (von links) und Michelangelo (rechts). Fresko von Ottavio Vannini, 1638–42

Lorenzo de’ Medici (genannt il Magnifico „der Prächtige“; * 1. Januar 1449 in Florenz; † 8. April 1492 in Careggi) war ein Bankier und Politiker in Florenz aus dem Geschlecht der Medici.

## Innenpolitik
Lorenzo war das dritte Kind und der älteste Sohn von Piero di Cosimo de’ Medici und Lucrezia Tornabuoni. Zusammen mit seinem Bruder Giuliano di Piero de’ Medici wurde Lorenzo durch eine umfassende humanistische Ausbildung auf seine künftige Rolle vorbereitet. Nach dem Tod seines Vaters wurde er 1469 der leitende Staatsmann der Republik Florenz. Er besaß in der Republik rechtlich keine Amtsgewalt, dennoch regierte er faktisch die Stadt. Er regierte hinter vorgehaltener Hand, im Hintergrund, indem er die Leute, die die offiziellen Ämter besaßen, um sich scharen konnte. Nur wer von Lorenzo protegiert wurde, konnte eine politische Laufbahn beginnen.
Weitere wichtige Voraussetzungen für das Regieren von Lorenzo waren der immense Reichtum der Familie, der vor allem durch den Banco Medici unter der Leitung von Lorenzos Großvater und Vorvorgänger, Cosimo, erwirtschaftet worden war; die stark betriebene Propaganda und auch eine Manipulation der Verfassung, unter anderem eine Einführung von neuen medicitreuen Räten sowie Manipulation des Wahlverfahrens.

## Auswärtige Politik
Bei der Pazzi-Verschwörung im Jahre 1478, in welcher die florentinische Familie Pazzi, der Erzbischof von Pisa Francesco Salviati und Papst Sixtus IV. die führenden Persönlichkeiten der Medici-Sippe umbringen wollten, kam Lorenzos Bruder Giuliano bei einem Attentat ums Leben. Lorenzo entkam jedoch knapp dem Attentat, womit der Putsch scheiterte. Daraufhin erklärten der Papst und Neapel der Republik Florenz den Krieg. Durch das geschickte und gegenüber Neapel nachgiebige Handeln von Lorenzo konnte jedoch kurze Zeit später ein Friedensvertrag ausgehandelt werden. Dadurch wurde Lorenzos Stellung in Florenz erheblich gestärkt. Seine wichtigste außenpolitische Leistung war die Wahrung des Gleichgewichts der fünf großen Mächte Rom, Florenz, Neapel, Mailand und Venedig.

## Förderung der schönen Künste
Den Beinamen il Magnifico (‚der Prächtige‘) erhielt Lorenzo durch seine großzügige Förderung der schönen Künste: Literatur, Malerei, Bildhauerei und auch ein wenig auf dem Gebiet der Architektur. Zu den geförderten Künstlern zählten unter anderem Sandro Botticelli und Michelangelo Buonarroti. Unter seiner Herrschaft wurde Florenz die wichtigste Stadt der Künste während der Renaissance. Von den wenigen Architekturbeispielen, die von einer Förderung Lorenzos zeugen, ist vor allem die Kirche San Salvatore al Monte zu nennen. An ihrer Planung war Lorenzo il Magnifico seit 1474 selbst beteiligt.
Schon Cosimo hatte den Kreis der Florentiner Platoniker unterstützt. Der besonders in Florenz gepflegte Platonismus wuchs unter der Ägide Lorenzos zu einer der prägenden Strömungen in der Philosophie der Renaissance, wobei insbesondere die Gedankenwelt des Neuplatonismus die Humanisten inspirierte. So wirkten in Florenz unter anderem Giovanni Pico della Mirandola, Angelo Poliziano und Marsilio Ficino. Auch der Staatsphilosoph Niccolò Machiavelli wurde stark durch das Gedankengut der Ära geprägt. Allerdings gab es damals in Florenz keine „Platonische Akademie“ als Institution; dieser früher übliche Begriff ist irreführend, da es sich nur um einen lockeren Kreis von Humanisten ohne institutionellen Rahmen handelte, wie die neuere Forschung gezeigt hat.

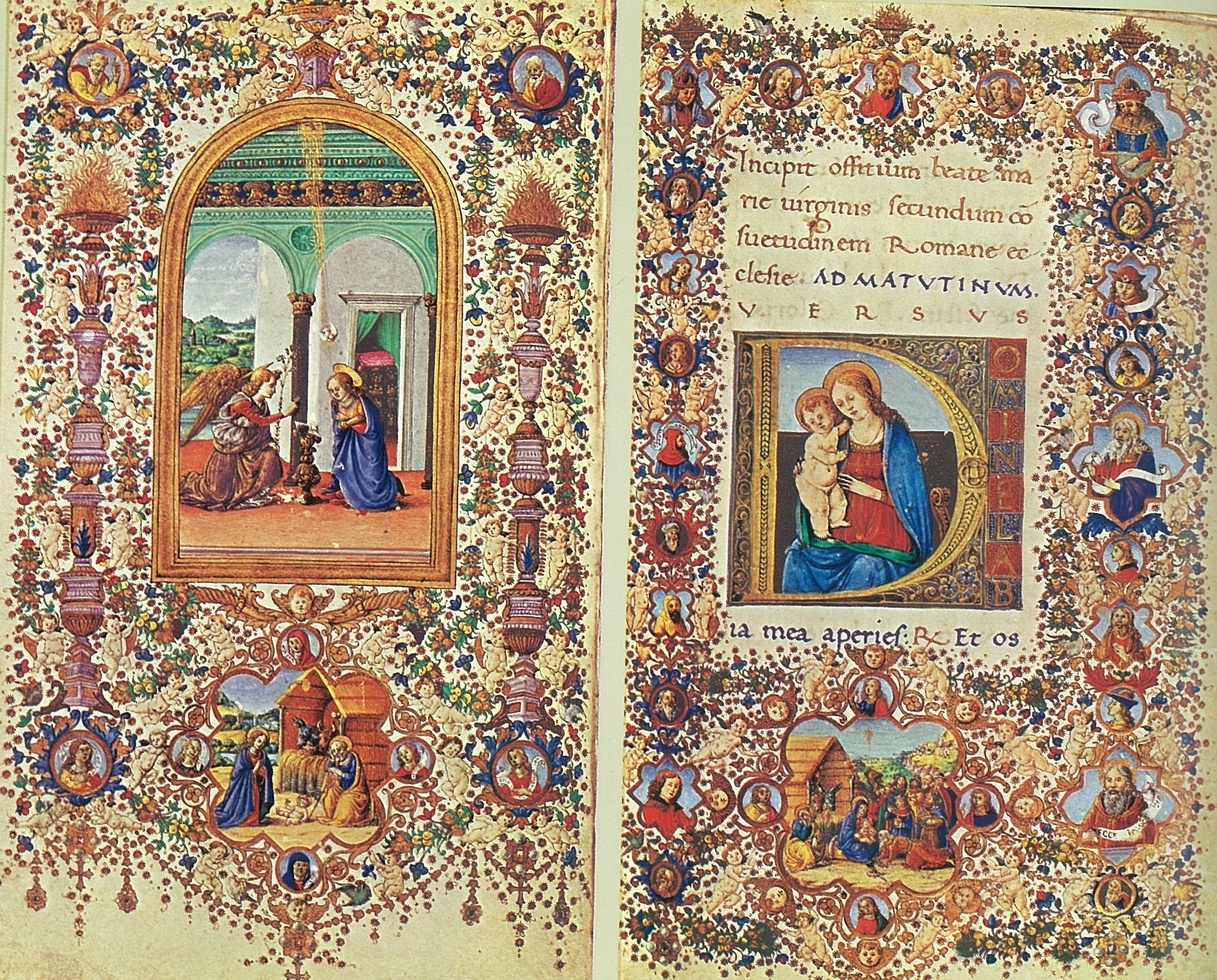
Stundenbuch

Lorenzo förderte und beschützte nicht nur Künstler, sondern besaß auch selbst genaue Kenntnisse in der Architektur und Literatur. Er verfasste Gedichte in der Landessprache, die von seiner beträchtlichen Begabung auf diesem Gebiet zeugen.

## Misserfolge, Nachfolgeproblem und Tod

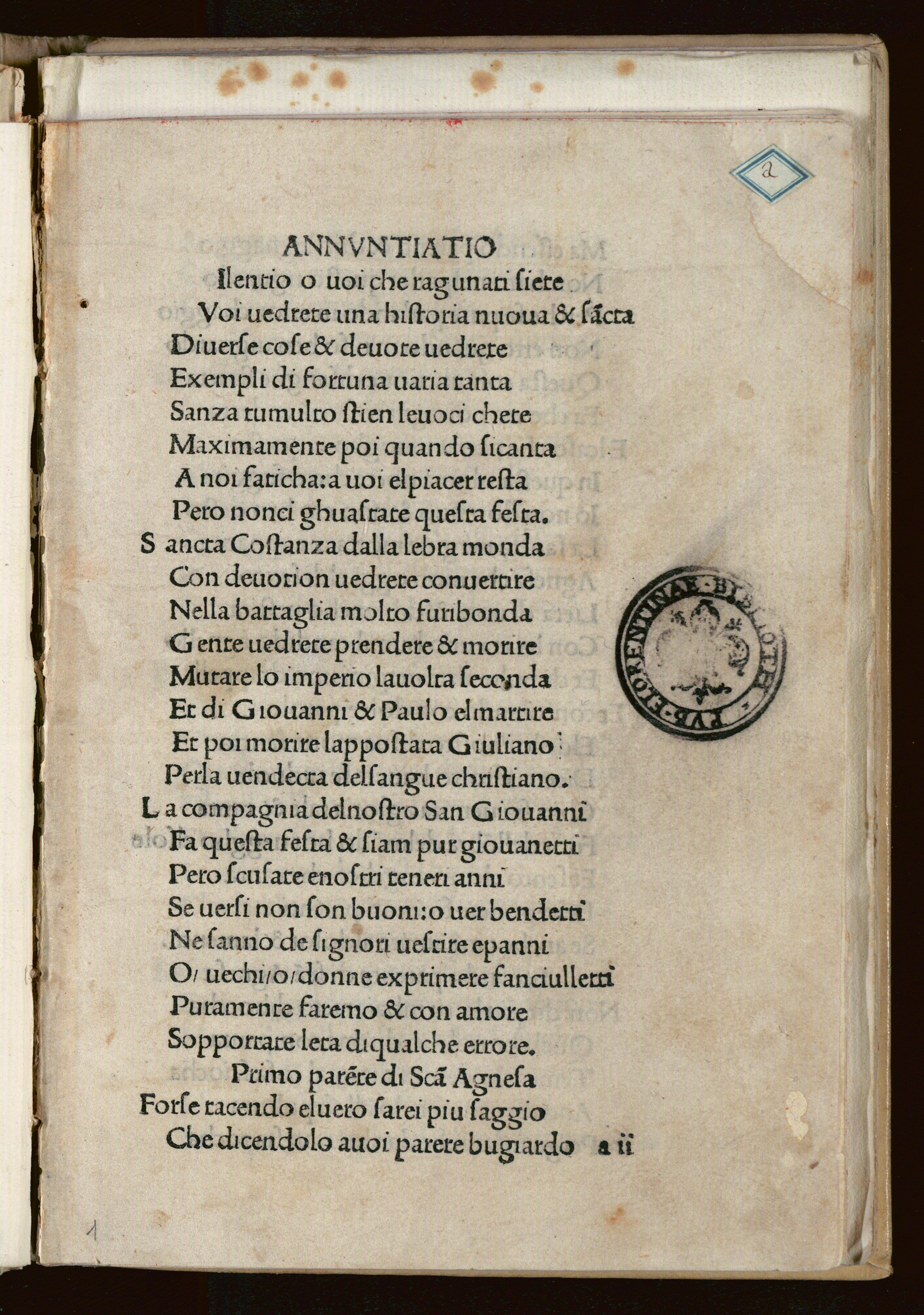
Sacra rappresentazione dei santi Giovanni e Paolo (Heilige Darstellung der Heiligen Johannes und Paulus), geschrieben von Lorenzo de’ Medici in den letzten Jahren seines Lebens

Den politischen und kulturpolitischen Erfolgen stand allerdings ein wirtschaftlicher Misserfolg vor allem in finanzieller Hinsicht (Niedergang des Banco Medici) entgegen. Gründe dafür waren die fehlenden wirtschaftlichen Kenntnisse Lorenzos und auch ungünstige Entwicklungen im Umfeld (Auflösung des bei den Medici hochverschuldeten Burgunderreiches; Rosenkriege in England; Osmanische Expansion und damit zusammenhängend der osmanisch-venezianische Krieg). Geschädigt wurde Lorenzos Ansehen dadurch, dass er 1472 seinen Truppen gestattete, die revoltierende Stadt Volterra zu plündern.
Als verhängnisvoll erwies sich, dass es Lorenzo nicht gelang, seinen Nachfolger auf die Aufgabe der Staatslenkung angemessen vorzubereiten. Das System der indirekten Machtausübung konnte nur so lange funktionieren, wie die Bevölkerung Vertrauen in den Vorsteher der Medici-Sippe hatte. Lorenzo hatte insgesamt zehn Kinder, darunter Giovanni, der von 1513 bis 1521 unter dem Namen Leo X. Papst war. Nachfolger wurde der erstgeborene Piero di Lorenzo de’ Medici, der aber wegen Inkompetenz, Selbstüberschätzung und mangelnden Interesses an den Staatsgeschäften der anspruchsvollen Aufgabe nicht gewachsen war. Nach einer politischen Fehlentscheidung (Bündnis mit Neapel gegen Mailand) war er mitverantwortlich für den Einmarsch der Franzosen 1494 in Italien und wurde von den Florentinern, als Verantwortlicher für die unvermeidbare Kapitulation ihrer Stadt, vertrieben. Die Herrschaft übernahm an seiner Stelle der Bußprediger Girolamo Savonarola.
Zeit seines Lebens litt Lorenzo, wie auch sein Vater und sein Großvater, an Arthrose, die seine Mobilität erheblich einschränkte. Lorenzo il Magnifico starb im Jahr 1492 mit nur 43 Jahren. Die genaue Todesursache ist bis heute unklar, Fremdverschulden wie etwa Gift wird aber ausgeschlossen. Begraben liegt er in der Basilica di San Lorenzo in Florenz in der Neuen Sakristei der Medici-Kapelle.

## Nachkommen
Lorenzo heiratete 1468/69 die Adlige Clarice Orsini (1453–1488), Tochter von Jacopo Orsini von Monterotondo. Von ihren 10 Kindern verstarben 3 früh.
- Lucrezia (1470–1553) heiratete 1486 Jacopo Salviati (1461–1533)
- Piero di Lorenzo de’ Medici (1472–1503) ⚭ Alfonsina Orsini (1472–1520), eine Tochter des Grafen Roberto Orsini von Tagliacozzo und Pacentro
- Maddalena (1473–1519) ⚭ Franceschetto Cibo (1449–1519)
- Giovanni (1475–1521), als Papst Leo X. (1513–1521)
- Luigia (1477–1488)
- Contessina (1478–1515) ⚭ 1493 Pfalzgraf Piero Ridolfi († 1525)
- Giuliano di Lorenzo de’ Medici (1479–1516) Herzog von Nemours ⚭ 1515 Philiberta (1498–1524), eine Tochter des Herzogs Philipp II. von Savoyen

## Ausgaben
- Rossella Bessi (Hrsg.): Lorenzo De' Medici: Ambra (Descriptio hiemis). Sansoni, Firenze 1986 (kritische Edition mit Einleitung und Kommentar)
- Nicolai Rubinstein u. a. (Hrsg.): Lorenzo de' Medici: Lettere. Giunti-Barbèra, Firenze 1977 ff. (kritische Edition; bis 2011 Bände 1–12, 15 und 16 erschienen)